# 大阪港車站
大阪港車站（日语：／ Ōsakakō eki */?）是位於日本大阪府大阪市港區，屬於大阪市高速電氣軌道（大阪地下鐵）中央線的車站，車站代號C11。本站除了「大阪港」的主要站名之外也設有副站名「天保山」。

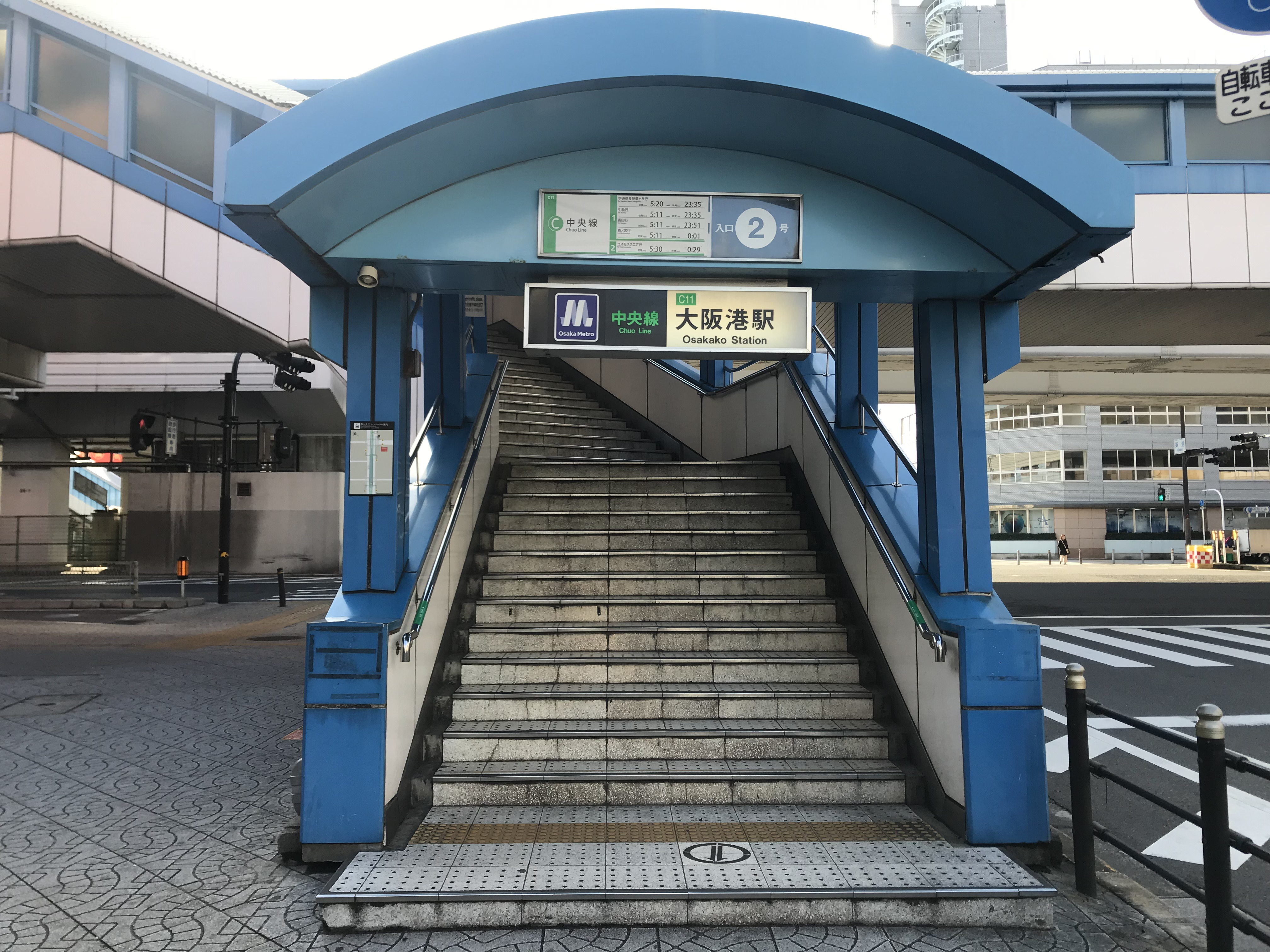
2號出入口（2019年2月）

## 簡介
本站是中央線沿線各站中距離天保山海港村距離最近的車站，因此以「天保山」作為副站名。天保山是大阪港地區一個結合了多樣休憩、商業與遊樂設施的縱合開發計劃，曾以一度是日本最高摩天輪「天保山大摩天輪」而聞名。除了站名牌上的「天保山」標示外，當列車要進站時車內自動廣播也會播出「下一站是大阪港、大阪港、天保山」的提示。
在舊日本國鐵時代，大阪環狀線的貨物支線大阪臨港線沿線曾存在過同樣名為「大阪港車站」的貨運車站（1984年時廢站）。但此站與中央線上的大阪港車站除了名稱之外，完全沒有任何實際上的關連，所在位置也不同。

## 車站構造

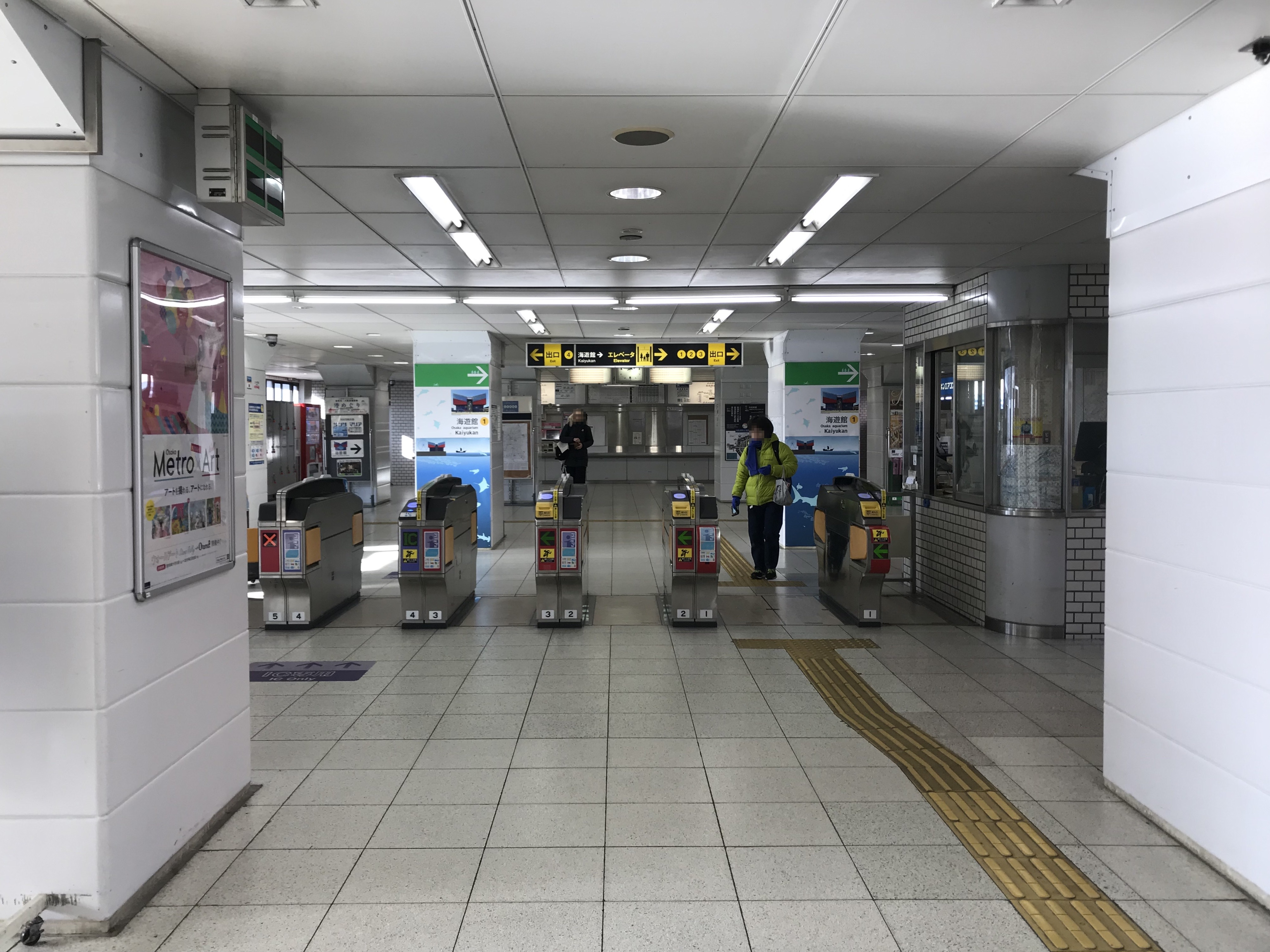
驗票口（2019年2月）

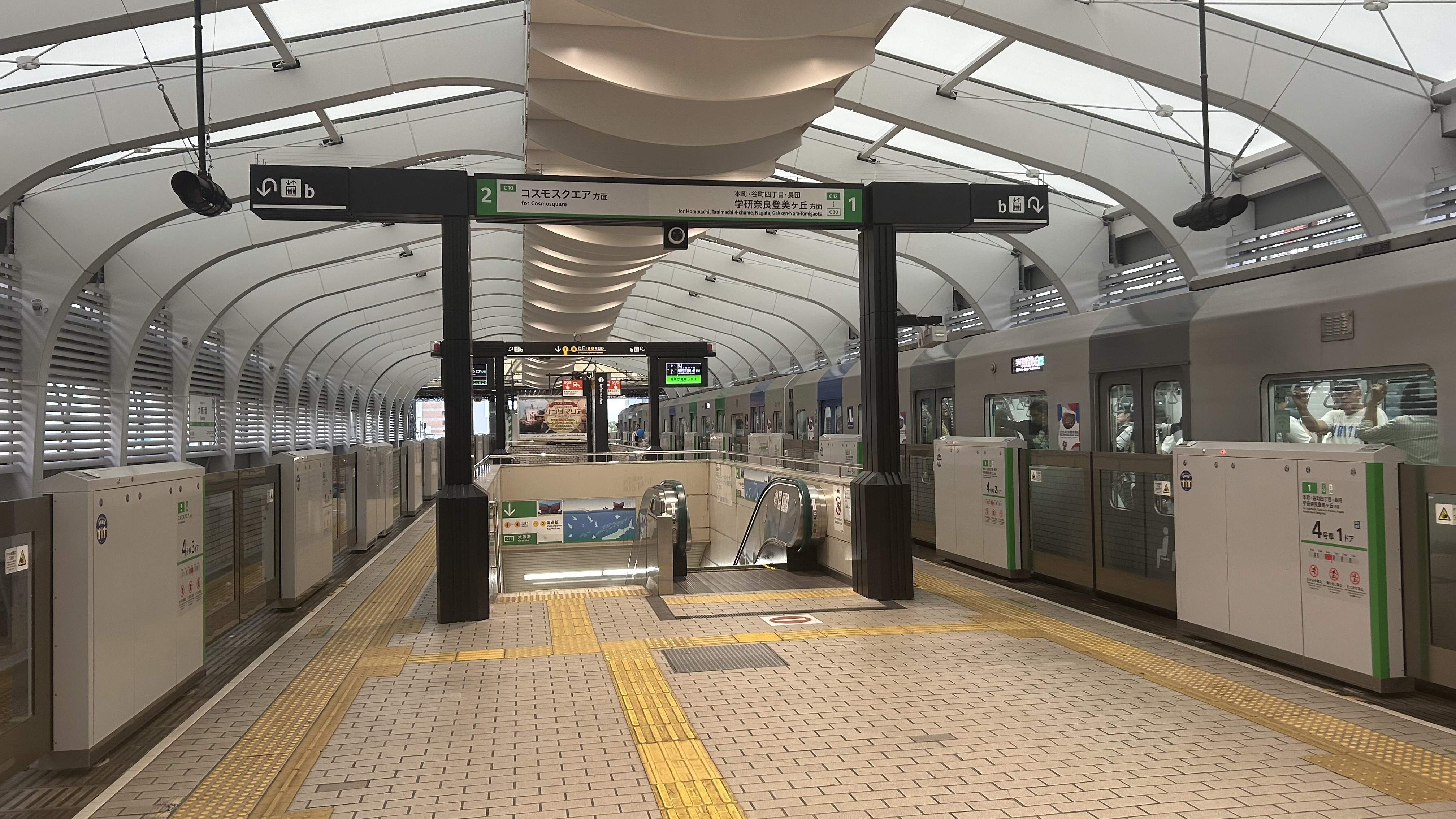
月台

本站雖然是地下鐵路線沿線的車站，但實際上是高架車站。車站大廳與剪票口位於二樓，軌道與月台則位於三樓。站內設有一座島式月台共兩條乘車線的配置。

### 月台配置
| 月台 | 路線   | 目的地                                     |
| ---- | ------ | ------------------------------------------ |
| 1    | 中央線 | 本町、谷町四丁目、長田、學研奈良登美丘方向 |
| 2    | 中央線 | 夢洲方向                                   |

## 利用狀況
2018年11月13日1日上下車人次為22,844人（上車人次：11,438人，下車人次：11,406人）。
| 年度   | 調查日   | 上車人次 | 下車人次 | 上下車人次 |
| ------ | -------- | -------- | -------- | ---------- |
| 1985年 | 11月12日 | 8,171    | 8,375    | 16,546     |
| 1987年 | 11月10日 | 8,390    | 8,669    | 17,059     |
| 1990年 | 11月06日 | 14,014   | 14,507   | 28,521     |
| 1995年 | 2月15日  | 10,068   | 10,153   | 20,221     |
| 1998年 | 11月10日 | 8,982    | 9,627    | 18,609     |
| 2007年 | 11月13日 | 8,868    | 8,846    | 17,714     |
| 2008年 | 11月11日 | 9,108    | 9,064    | 18,172     |
| 2009年 | 11月10日 | 8,949    | 8,955    | 17,904     |
| 2010年 | 11月09日 | 9,046    | 9,152    | 18,198     |
| 2011年 | 11月08日 | 8,478    | 8,715    | 17,193     |
| 2012年 | 11月13日 | 8,566    | 8,713    | 17,279     |
| 2013年 | 11月19日 | 9,318    | 9,605    | 18,923     |
| 2014年 | 11月11日 | 9,417    | 9,452    | 18,869     |
| 2015年 | 11月17日 | 9,969    | 10,170   | 20,139     |
| 2016年 | 11月08日 | 10,307   | 10,186   | 20,493     |
| 2017年 | 11月14日 | 11,356   | 11,281   | 22,637     |
| 2018年 | 11月13日 | 11,438   | 11,406   | 22,844     |

## 歷史
- 1961年（昭和36年）12月11日 - 隨4號線大阪港至弁天町站啟用開業。

## 相鄰車站
大阪市高速電氣軌道（大阪地下鐵）
 中央線
宇宙廣場（C10）－大阪港（C11）－朝潮橋（C12）

## 外部連結
- 車站Guide：大阪港 - Osaka Metro

34°39′14″N 135°26′4″E / 34.65389°N 135.43444°E